# Leptonotus blainvilleanus
Syngnathus acicularis es una especie de pez de la familia Syngnathidae.

## Morfología
Los machos pueden alcanzar 25 cm de longitud total.

## Depredadores
En las costas chilenas es depredado por Pinguipes chilensis.

## Reproducción
Es ovovivíparo y el macho transporta los huevos en una bolsa ventral, la cual se encuentra debajo de la cola.

## Hábitat
Es un pez de mar y de clima subtropical que vive hasta 25 m de profundidad.

## Distribución geográfica
Se encuentra desde Hornitos (Chile) hasta el Golfo de San José (Argentina ).